# 島根県の市町村歌一覧
島根県の市町村歌一覧（しまねけんのしちょうそんかいちらん）は、日本の島根県に属する市町村で制定されている、もしくは過去に制定されていた市町村歌などの自治体歌やそれに準じた楽曲の一覧である。なお、一覧の順序は全国地方公共団体コード順による。

## 概説
島根県は県庁所在地の松江市をはじめ県下の8市中7市が平成の大合併で新設合併方式を採った影響もあり、現行の市歌はほとんどが21世紀に入ってから新しく制定されたか旧来の市歌から代替わりしたものである。そのため、昭和期から存在していた市では唯一の編入合併方式を採った江津市の市歌が現行最古の存在となっている。
町村部でも比較的制定率が高く、2010年代に入っても新規の町歌制定やイメージソングの選定が行われている。

## 市部
松江市
- 松江市の歌[1] - 2011年（平成23年）12月22日制定

作詞：井上久雄 作曲：湯川和幸 編曲：妹尾哲巳
3代目（新設合併後の松江市としては初代）の市歌である。
浜田市
- 呼びかける風に[2] - 2006年（平成18年）10月1日制定

作詞：五十川式部 作曲：小六禮次郎
出雲市
- 愛しきわが出雲[3] - 2013年（平成25年）制定

作詞・作曲：竹内まりや 編曲：山下達郎
出雲市（旧大社町）出身の竹内まりやから市に無償で提供された。
益田市
- 明日をむかえるまち[4] - 2006年（平成18年）4月1日制定

作詞：谷上寿昭 作曲：寺嶋陸也
2代目（新設合併後の益田市としては初代）の市歌である。
大田市
- 0854-8[5] - 2015年（平成27年）3月21日発表

作詞：宮根誠司 作曲：近藤夏子
新設合併10周年記念市民愛唱歌。タイトルは市外局番に由来する。
安来市
- 愛し ふるさと 安来[6] - 2012年（平成24年）制定

作詞・作曲：HANZO&田部由美子
2代目（新設合併後の安来市としては初代）の市歌である。
江津市
- 江津市歌[7] - 1954年（昭和29年）4月制定

作詞：米沢天涯 作曲：坂本良隆
市制施行記念。
- 夢咲くまち[7] - 1999年（平成11年）発表

作詞：江津市イベント実行委員会メンバー 補作・作曲：すやまとしお
市内の高等学校3校が合同開催したイベントのテーマソングとして作成され、市民愛唱歌となっている。
雲南市
- 雲南市の歌[8] - 2014年（平成26年）11月1日制定

作詞：石井昭吉 作曲：菅田茂
合併10周年記念。

## 町村部
仁多郡奥出雲町
- 奥出雲町町歌[9] - 2007年（平成19年）3月3日制定

作詞：片岡輝 作曲：西村朗
飯石郡飯南町
- 飯南町民歌[10] - 2005年（平成17年）制定

作詞：南英市 作曲：米山道雄
邑智郡川本町
- 川本町民の歌 - 1986年（昭和61年）制定

作曲：長岡敏夫
邑智郡美郷町
- 美しき郷[11] - 2010年（平成22年）3月発表

作詞：土江六子 作曲：母里由美子
町イメージソング。
邑智郡邑南町
- さくらほろほろ[12] - 2014年（平成26年）9月8日発表

作詞・作曲：さだまさし
町イメージソング。
鹿足郡津和野町
- 津和野町々歌[13] - 1920年（大正9年）制定

作詞：佐伯常麿 作曲：安達孝
1889年（明治22年）の町村制施行から1955年（昭和30年）の新設合併まで続いた（初代）津和野町の町歌である。津和野出身の森鷗外（本名の「森林太郎」名義）が校閲を行ったとされる。2005年（平成17年）までの旧（2代目）津和野町においてこの町歌がどのような地位にあったかは不明確であり、津和野町・日原町合併協議会でも町歌の扱いについては特に取り決めが行われなかった。
鹿足郡吉賀町
- 心の里うた - 2014年（平成26年）制定[14]

作詞：村田さち子 作曲：池辺晋一郎
隠岐郡西ノ島町
- 西ノ島音頭

作詞・作曲：円城寺真
隠岐郡知夫村
- 海と空のあいだで - 2009年（平成21年）発表

村（知夫里島）イメージソング。
隠岐郡海士町
- 海士町民の歌[15] - 1968年（昭和43年）制定

作詞：宮田隆 作曲：秋山竜英
明治百年記念。
隠岐郡隠岐の島町
- 隠岐の島歌 - 2024年（令和6年）12月1日制定

作詞・作曲：小椋佳
合併20周年記念。
- 隠岐の風[16] - 1979年（昭和54年）発表

作詞・作曲：ひろえまさひと
島後4町村合併前から愛唱されていた島のイメージソングである。

## 廃止された市町村歌
松江市
- 松江市歌（初代） - 1932年（昭和7年）10月1日制定

作詞：多久和貞太郎、作曲：下野米川
初代（新設合併前の旧市）の市歌である。
- 松江市歌（2代目）

作詞：田村重弥 作曲：下野沢
2代目（新設合併前の旧市）の市歌である。
- 松江市民の歌 - 1949年（昭和24年）5月3日制定

作詞：宮田隆 作曲：長岡敏夫
- 松江讃歌 - 1986年（昭和61年）発表

作詞：中村芳二郎 作曲：小林昭三
（旧）松江市の市民愛唱歌。作詞者は当時の市長で、松江市総合文化センター開館を記念して作成された。
益田市
- 益田市歌 - 1953年（昭和28年）4月10日制定[17]

初代（新設合併前の旧市）の市歌である。
安来市
- ふるさと安来 - 1954年（昭和29年）4月26日制定[18]

初代（新設合併前の旧市）の市歌である。
平田市
- 平田市民の歌

作詞：宮田朝海 作曲：森山俊雄